# 中央前橋駅

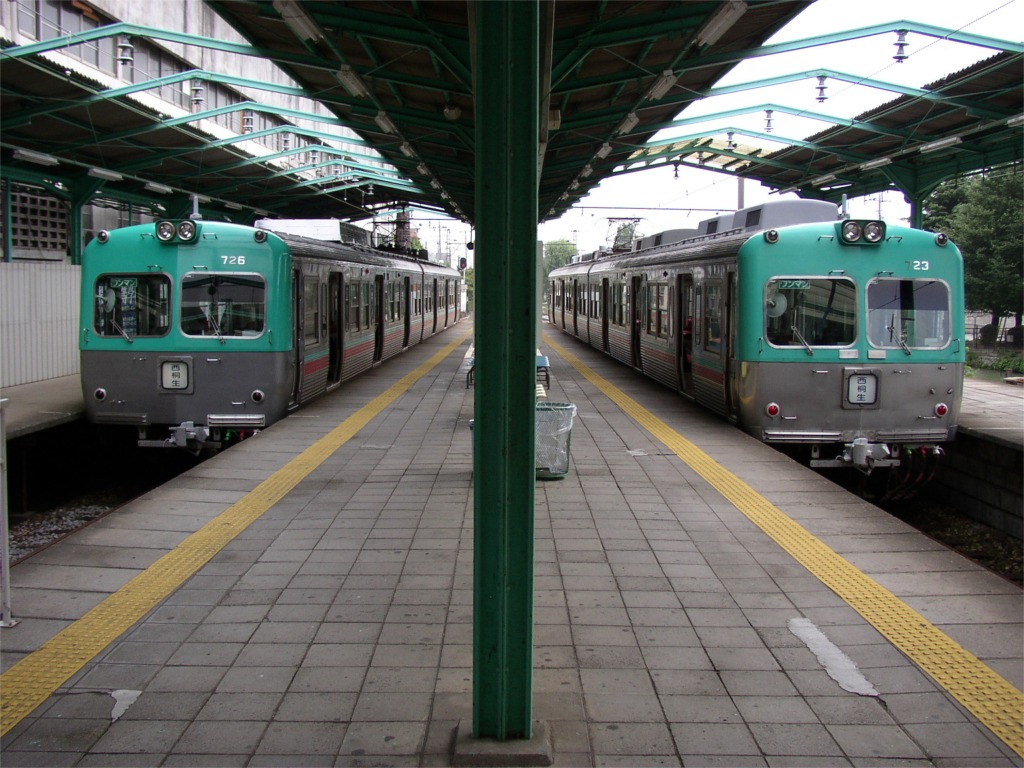
ホームに停車中の列車（2004年8月27日）。ホーム部分は上屋も含め、駅舎改築以前の状態が多く残されている。左側の建物は上電本社ビル。

中央前橋駅（ちゅうおうまえばしえき）は、群馬県前橋市城東町三丁目にある上毛電気鉄道上毛線の駅。同線の起点である。

## 歴史

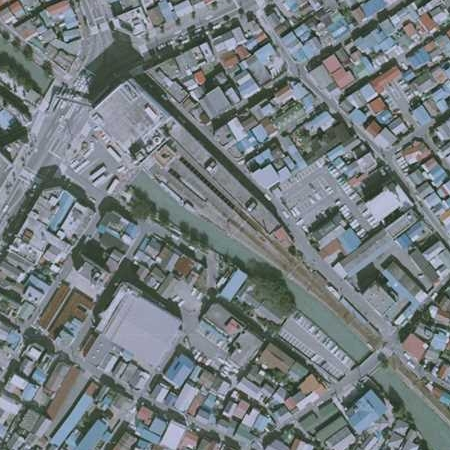
1980年に撮影された航空写真。この頃は上電プラザビルが駅舎であった。。

開業当時は食堂を兼ねた駅舎で、太平洋戦争下の空襲によって焼失した。その後、「上電プラザ」という名称の駅ビルが建設され、ボウリング場が設置されていた。末期にはパチンコ店が一時入居したものの、1997年（平成9年）に全てのテナントが撤退した。
上電プラザビルの旧駅舎は1999年（平成11年）に取り壊され、2000年（平成12年）に同じ場所に総ガラス張りの新しい駅舎が建てられた。

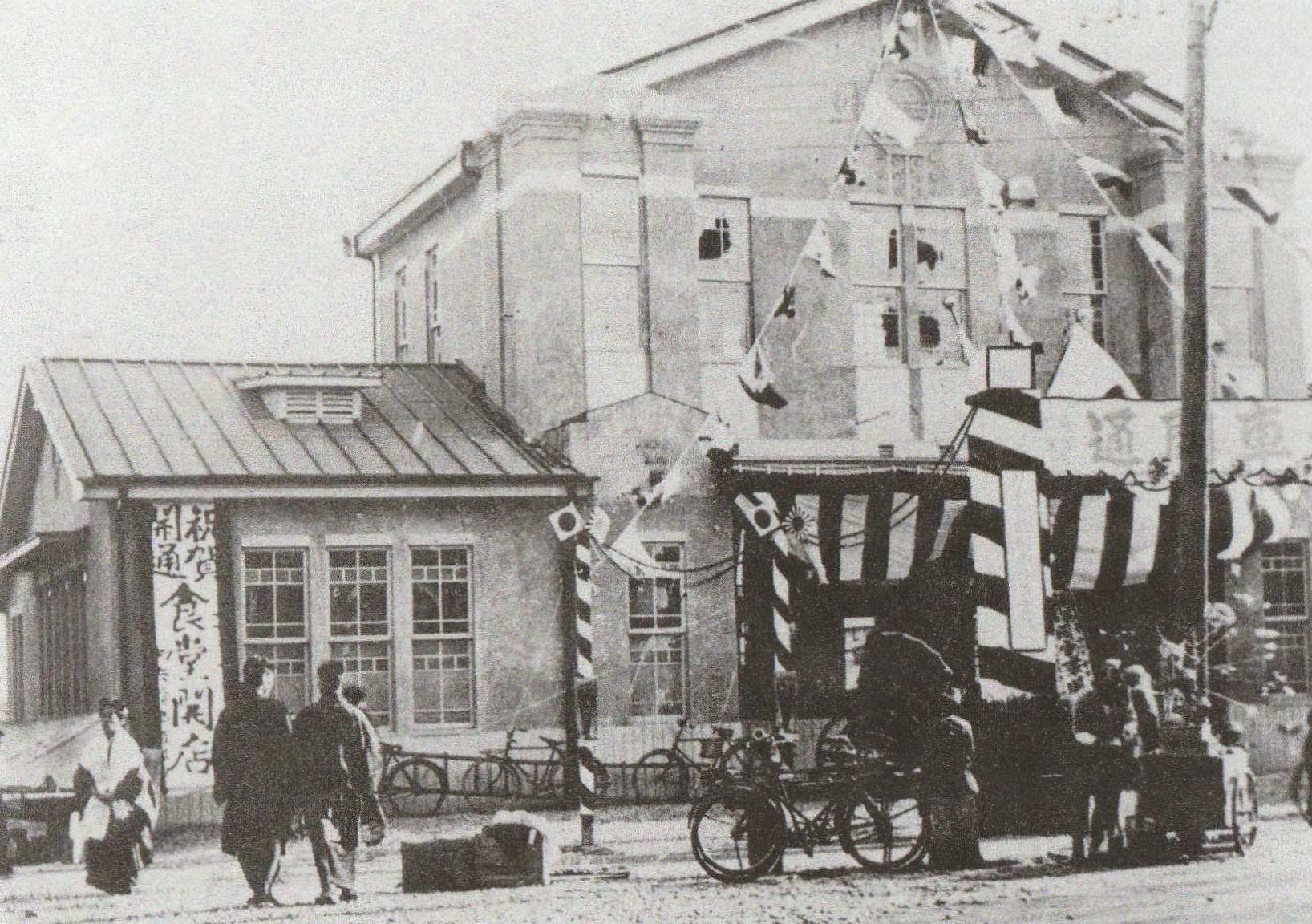
開業時の中央前橋駅

### 年表
- 1928年（昭和3年）11月10日 - 開業[4]。
- 1945年（昭和20年）8月5日 - 前橋空襲により駅舎焼失[5]。駅舎を急造したうえで営業を再開。
- 1971年（昭和46年）11月19日 - 駅ビル「上電プラザ」完成。駅舎移転。
- 1992年（平成4年）9月21日 - 東武鉄道の急行列車「りょうもう」の急行券の取り扱いを開始[6]。
- 2000年（平成12年）
  - 12月25日 - 新駅舎完成。
  - 12月27日 - 新駅舎供用開始[3]。

## 駅構造
頭端式ホーム3面3線を有する地上駅。直営駅。早朝と深夜は窓口駅員不在となる。
改札外に待合室と売店があり、ホームの北側に沿って上毛電気鉄道本社の入居する「上電本社ビル」が建つ。ホーム南側には並行して広瀬川が流れており、駅舎南側の駐輪場やバスロータリーは、広瀬川を暗渠にしてその上を敷地としている。

駅の西側は県道の交差点となっている。約1キロメートルほど離れた前橋駅との間に日本中央バスのレトロ調車両のシャトルバスが走っている。2019年11月末からは試験的に土日祝日はけやきウォーク前橋へも乗り入れているほか、自動運転バスの実験にも使われている。

### のりば
| 1 - 3 | ■上毛線 | 大胡・赤城・西桐生方面 |

## 利用状況
『前橋市統計書』によると1日平均乗降人員は 1,385人（2023年度）。2001年（平成13年） - 2023年（令和5年）度の乗降人員は以下の通り。
| 乗降人員推移 | 乗降人員推移     |
| 年度         | 一日平均乗降人員 |
| ------------ | ---------------- |
| 2001         | 2,327            |
| 2002         | 2,345            |
| 2003         | 2,230            |
| 2004         | 1,951            |
| 2005         | 1,904            |
| 2006         | 1,899            |
| 2007         | 1,872            |
| 2008         | 1,860            |
| 2009         | 1,742            |
| 2010         | 1,701            |
| 2011         | 1,677            |
| 2012         | 1,623            |
| 2013         | 1,713            |
| 2014         | 1,664            |
| 2015         | 1,736            |
| 2016         | 1,688            |
| 2017         | 1,702            |
| 2018         | 1,667            |
| 2019         | 1,631            |
| 2020         | 1,241            |
| 2021         | 1,312            |
| 2022         | 1,351            |
| 2023         | 1,385            |

## 駅周辺

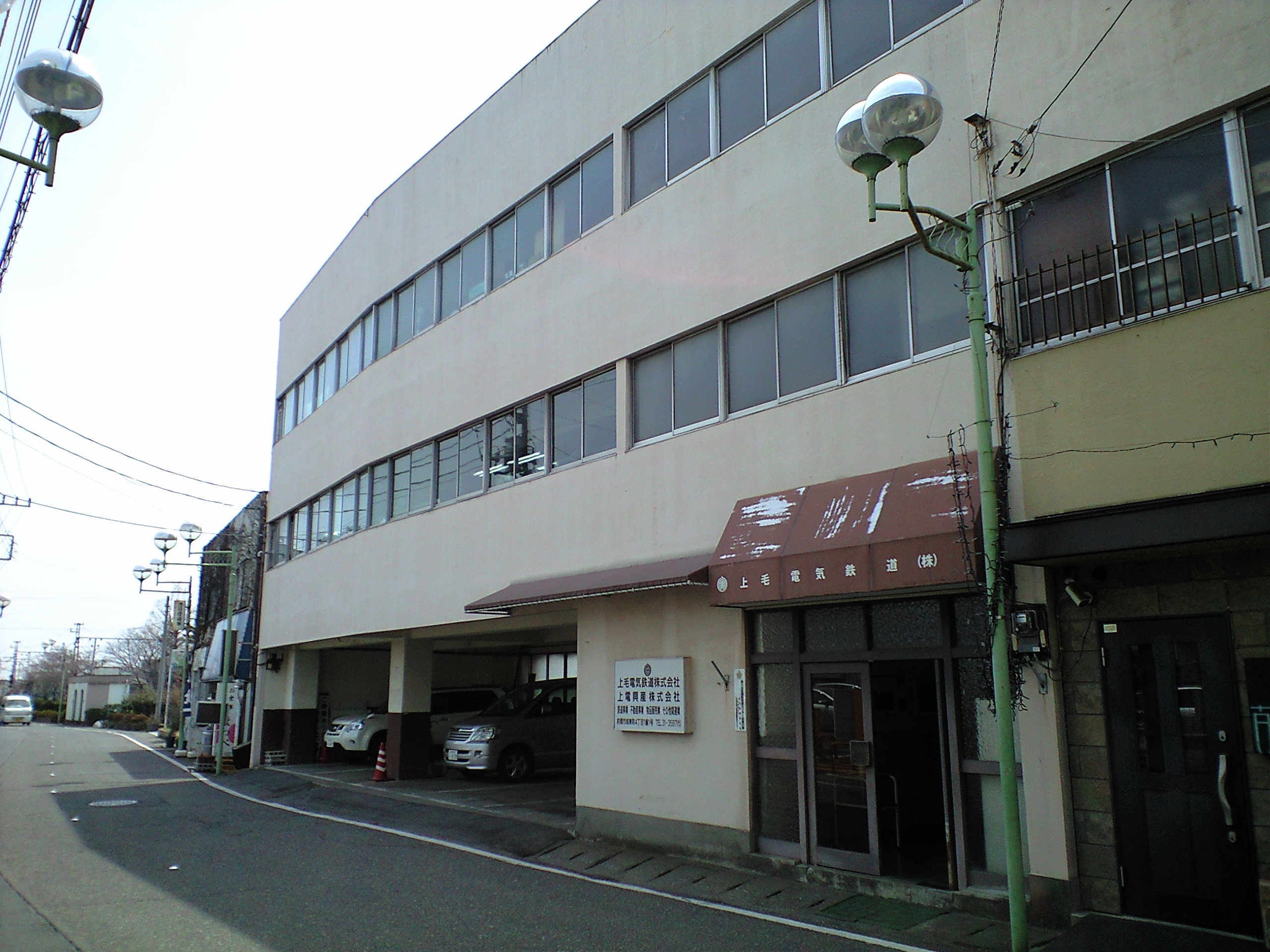
上電本社ビル

当駅は前橋市の中心部にあり、駅周辺にはホテルが林立する。駅に近い地域は飲食店が多い。
- 上毛電気鉄道本社
- 群馬県庁舎
- 前橋市役所
- 広瀬川
- 同仁病院
- 前橋中央郵便局（ゆうちょ銀行前橋店併設）
- 前橋本町郵便局
- 前橋本町一郵便局
- スズラン前橋店
- 前橋プラザ元気21・前橋こども図書館
- アーツ前橋
- 前橋文学館
- 群馬県民会館（ベイシア文化ホール）
- 群馬県道4号前橋赤城線
- 高崎信用金庫 前橋支店

## バス路線
| 乗場                          | 系統               | 主要経由地                                                       | 行先                   | 運行会社     |
| ----------------------------- | ------------------ | ---------------------------------------------------------------- | ---------------------- | ------------ |
| 駅前広場                      | シャトルバス       |                                                                  | 前橋駅                 | 日本中央バス |
| 駅前広場                      | シャトルバス       | 前橋駅                                                           | けやきウォーク前橋     | 日本中央バス |
| 駅前広場                      | 川曲線             | 県庁前、新前橋駅、前箱田団地                                     | 群馬医療福祉大学前     | 日本中央バス |
| 駅前広場                      | 北循環線           | Qの広場前、総合教育プラザ前、総合福祉会館前、中央前橋駅          | Qの広場前              | マイバス     |
| 駅前広場                      | 東循環線（左回り） | 本町                                                             | 前橋駅                 | マイバス     |
| 駅前広場                      | 東循環線（右回り） | 城東駅前、日赤入口、協立病院前                                   | 前橋駅                 | マイバス     |
| 県道沿い（北方向）            | 青柳富士見線       | 青柳、田島十字路、富士見公民館、石井                             | 富士見温泉             | 日本中央バス |
| 県道沿い（北方向）            | 前橋赤城山線       | 富士見温泉、畜産試験場入口、赤城少年自然の家                     | 赤城山ビジターセンター | 関越交通     |
| 県道沿い（北方向）            | 前橋赤城山線       | 県前橋合同庁舎入口、畜産試験場入口、富士見温泉、赤城少年自然の家 | 赤城山ビジターセンター | 関越交通     |
| 県道沿い（北方向）            | 富士見温泉線       | 県前橋合同庁舎入口、畜産試験場入口                               | 富士見温泉             | 関越交通     |
| 県道沿い（北方向）            | 富士見温泉線       | 県前橋合同庁舎入口、畜産試験場入口、富士見温泉                   | 国立赤城青少年交流の家 | 関越交通     |
| 県道沿い（北方向）            | 新前橋駅西口線     | 問屋会館前、元総社                                               | 新前橋駅西口           | 群馬中央バス |
| 県道沿い（北方向）            | 荻窪公園線         | 総合福祉会館、県民健康科学大学前、高花台団地                     | 小坂子                 | 永井運輸     |
| 県道沿い（北方向）            | 荻窪公園線         | 日吉町、県民健康科学大学前、高花台団地                           | 小坂子                 | 永井運輸     |
| 県道沿い（北方向）            | 荻窪公園線         | 総合福祉会館、県民健康科学大学前、高花台団地、小坂子             | 荻窪公園               | 永井運輸     |
| 県道沿い（北方向）            | 荻窪公園線         | 日吉町、県民健康科学大学前、高花台団地、小坂子                   | 荻窪公園               | 永井運輸     |
| 県道沿い（北方向）            | 嶺公園線           | 学校前、勝沢町                                                   | 嶺公園                 | 永井運輸     |
| 県道沿い（北方向）            | 嶺公園線           | 総合福祉会館、県民健康科学大学前、高花台団地                     | 嶺公園                 | 永井運輸     |
| 県道沿い（北方向）            | 嶺公園線           | 学校前                                                           | 勝沢十字路             | 永井運輸     |
| 県道沿い（南方向）            |                    |                                                                  |                        |              |
| - 青柳富士見線                |                    | 前橋駅                                                           | 日本中央バス           |              |
| - 前橋赤城山線 - 富士見温泉線 |                    | 前橋駅                                                           | 関越交通               |              |
| - 前橋赤城山線 - 富士見温泉線 | 前橋駅             | けやきウォーク前橋                                               | 関越交通               |              |
| 新前橋駅西口線                |                    | 前橋駅前                                                         | 群馬中央バス           |              |
| - 荻窪公園線 - 嶺公園線       |                    | 前橋駅                                                           | 永井運輸               |              |
| - 荻窪公園線 - 嶺公園線       | 前橋駅、県庁前     | 前橋公園                                                         | 永井運輸               |              |

- バス停名は路線によって異なり、中央前橋駅、中央前橋駅前、中央駅のいずれかである。

## 隣の駅
上毛電気鉄道
■上毛線
中央前橋駅 - 城東駅